# Steve Winwood
Steve Winwood, właśc. Stephen Lawrence Winwood (ur. 12 maja 1948 w Great Barr) – brytyjski multiinstrumentalista, wokalista, kompozytor i autor tekstów. Współzałożyciel zespołów Spencer Davis Group, Traffic i Blind Faith. Współpracował m.in. z Jimim Hendrixem (brał udział w nagrywaniu albumu Electric Ladyland z 1968 roku), Erikiem Claptonem, Joem Cockerem, Davidem Gilmourem i Christiną Aguilerą.

## Dyskografia
- Steve Winwood (1977)
- Arc of a Diver (1981)
- Talking Back to the Night (1982)
- Back in the High Life (1986)
- Roll with It (1988)
- Refugees of the Heart (1990)
- Junction Seven (1997)
- About Time (2003)
- Nine Lives (2008)

## Filmografia
- Uwaga! Mr. Baker (2012, film dokumentalny, reżyseria: Jay Bulger)[3]